# Млавски корпус ЈВуО
Млавски корпус (Горски штаб 69) био је корпус Југословенске војске у Отаџбини који је обухватао срезове хомољски, рамски, млавски, пожаревачки и моравски током Другог свјетског рата. Командант корпуса био је капетан капетан Синиша Оцокољић. Бројно стање корпуса било је око 2.500 бораца, 1943. године.

## Састав корпуса
- Комадант: капетан Синиша Оцокољић Пазарац
- Помоћник команданта: капетан Пуриша Вешовић
- Начелник штаба: капетан Марко Вуковић

### Бригаде
- Млавска (поручник Јагош Живковић; бригадни свештеници Миливоје Миларевић и Митар Вујисић)
- Хомољска
- Хомољска јуришна (поручник Блажа Радовановић)
- Моравска
- Рамска (мајор Петар Николић, па ваздухопловни наредник Павле Богдановић; бригадни свештеник: о. Боривоје Симоновић)